# Beagle Peak
Il Beagle Peak è una montagna alta circa 700 metri nella parte centrale dei Monti Lassus, nell'Isola Alessandro in Antartide. È situata a 5,55 km a ovest del Moriseni Peak (1800 m). Il nome fu deciso dal Comitato consultivo dei nomi antartici in onore del capitano di corvetta della United States Navy Clyde A. Beagle, comandante dell'aereo LC-130, Squadriglia VXE-6, nell'operazione Deep Freeze del 1969/70.